# 요도바시정
요도바시정(淀橋町)은 도쿄부 도요타마군에 일찍이 존재했던 정이다. 현재의 신주쿠구 니시신주쿠와 기타신주쿠에 해당한다.

## 지리
대부분은 무사시노 대지 중 하나인 요도바시대에 있지만, 북서부는 간다강이 흐르고 있어 충적 저지대이다.

## 역사
- 1889년 5월 1일 - 정촌제 시행에 의해 미나미도시마군 요도바시정이 성립하였다.
- 1896년 4월 1일 - 히가시타마군과 합병해 도요타마군이 되었다.
- 1932년 10월 1일 - 도쿄시에 편입되어 소멸하였다. 이후 요도바시구의 일부가 되었다.

## 인구
- 1920년 40,453
- 1925년 52,215
- 1930년 57,313

## 교통

### 철도
- 철도성
  - 주오 본선
  - 야마노테선
- 오다와라 급행철도
- 세이부 철도 (후의 스기나미선)
- 도쿄도 전차
  - 스노하선
  - 신주쿠선

### 도로
- 국도 제16호선
- 국도 제20호선

## 관련서적
- 東京市臨時市域擴張部 『豊多摩郡淀橋町現状調査』 1931年